# Pompeo Caccini

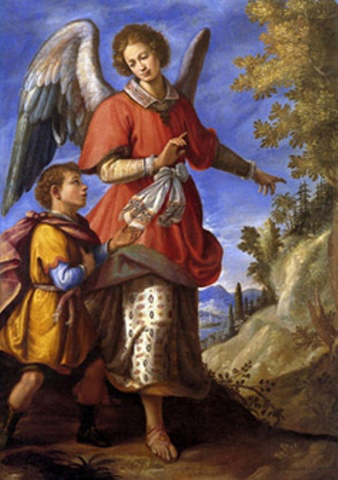
Ángel Custodio, 1611. Óleo sobre lienzo, 196 x 138,8 cm, Valladolid, Monasterio de las Descalzas Reales. Firmado: pompevs caccinivs de / urb f 1611.

Pompeo Caccini (Florencia, 1577-documentado en Roma en 1624) fue un pintor italiano.
Aunque es mucho lo que todavía se desconoce de su vida, algunos descubrimientos recientes y la aparición casual de su firma en algunas obras, revelan a un artista complejo, de vasta cultura y variados intereses, documentado como pintor, cantante, escenógrafo y escultor. Era hijo del compositor y cantante Giulio Caccini y hermano de las sopranos y compositoras Francesca y Settimia Caccini. Pompeo parece haber actuado como tenor en la presentación de Il rapimento di Cefalo, ópera compuesta por su padre en 1600 para ser representada en una fiesta de la corte del gran duque. Además, aunque no se tenga ninguna otra noticia de su actividad como escultor, firmó en 1624 un pequeño busto en bronce del poeta ligur Gabriello Chiabrera (Victoria and Albert Museum), autor del libreto.
Un Martirio de Santa Lucía conservado en la capilla Strozzi de la iglesia de Santa Trinita de Florencia, cuya construcción se inició en 1603, fue, hasta finales del siglo XX, la única pintura que se podía atribuir con seguridad al florentino. Obra característica de la contramaniera toscana, el fuerte acento devocional se ve realzado por el naturalismo en  los rostros y un delicado gusto decorativo en los vestidos a la manera de Alessandro Allori. Posteriormente se han agregado al catálogo de su obra, entre otras, una Virgen con el Niño, propiedad de la Banca Monte dei Paschi de Siena, tiernamente devota, y la Virgen del Rosario colocada en un altar colateral de la iglesia de San Salavtore de Fucecchio, en la que durante su restauración en 2004 apareció su firma y la fecha, 1613, aunque estilísticamente ya había sido relacionada con Caccini, a quien pudiera pertenecer también un Sansón y Dalila del Museo Lázaro Galdiano.
Caccini fue uno de los 19 pintores toscanos a los que Cristina de Lorena, madre de Cosme II de Médicis, encargó en 1610 una serie de 32 pinturas destinadas al Convento de las Descalzas Reales de Valladolid, para complacer con ellas a su patrona, la reina Margarita, hermana de la esposa de Cosme II, María Magdalena de Austria. Las pinturas salieron de Livorno en junio de 1611 y llegaron en julio a Cartagena, parte de ellas en muy mal estado. Terminada la construcción del convento, en 1615, se encargó a Santiago Morán copiar o rehacer las pinturas dañadas y dadas por perdidas, entre ellas la Oración del huerto y el firmado Ángel de la Guarda por las que Caccini cobró ciento treinta escudos, cantidad superior a la cobrada por sus colegas, pero, contrariamente a lo que se había creído, Morán no realizó las copias y traspasó el trabajo a Mateo Serrano, que se encargó de su restauración conservando los originales, al menos en parte, como han puesto de manifiesto estudios y restauraciones recientes.